# Isla Adelaida
Isla Adelaida är en ö i Mexiko. Den ligger precis utanför orten Santa Rosaliíta och tillhör kommunen Ensenada i delstaten Baja California, i den nordvästra delen av landet. Arean är 0,05 kvadratkilometer.